# Polygala gossweileri
Polygala gossweileri är en jungfrulinsväxtart som beskrevs av Arthur Wallis Exell och Mendonca. Polygala gossweileri ingår i släktet jungfrulinssläktet, och familjen jungfrulinsväxter. Inga underarter finns listade i Catalogue of Life.